# 국제 산의 날
국제 산의 날( 國際 山의 날, Mountain Day )은 산의 중요성을 고취하고자 유엔에서 지정한 날로, 날짜는 12월 11일이다.